# Вилхелм II фон Золмс-Браунфелс-Грайфенщайн
Вилхелм II фон Золмс-Браунфелс-Грайфенщайн (на немски: Wilhelm II von Solms-Braunfels-Greifenstein; * 9 август 1609 в Грайфенщайн, † 19 юли 1676 във Вецлар) е граф на Золмс-Браунфелс-Грайфенщайн и Вьолферсхайм.
Той е син на граф Вилхелм I фон Золмс-Браунфелс-Грайфщайн (1570 – 1635) и съпругата му Мария Амалия фон Насау-Диленбург (1582 – 1635), дъщеря на граф Йохан VI фон Насау-Диленбург и пфалцграфиня Кунигунда Якобея фон Пфалц при Рейн. По баща е внук на граф Конрад фон Золмс-Браунфелс (1540 – 1592) и графиня Елизабет фон Насау-Диленбург (1542 – 1603).
Най-големият му брат е Йохан Конрад фон Золмс-Браунфелс-Грайфенщайн-Грайфенщайн (1603 – 1635), а по-малкият му брат Лудвиг фон Золмс-Браунфелс (1614 – 1676).

## Фамилия
Вилхелм II се жени на 10 август 1636 г. в Диленбург за графиня Йоханета Сибила фон Золмс-Хоензолмс (* 15 януари 1623 в Лих; † 7 април 1651 в Грайфенщайин), дъщеря на граф Филип Райнхард I фон Золмс-Хоензолмс и съпругата му графиня Елизабет Филипина фон Вид-Рункел. Те имат децата:
- Елизабет Маргарета (1637 – 1681), омъжена на 27 май 1656 г. за граф Лудвиг Християн фон Сайн-Витгенщайн-Хоенщайн (1629 – 1683)
- Георг Вилхелм (1638 – 1638)
- Луиза Валпургис (1639 – 1720), омъжена за Додо Мориц, фрайхер фон Инхаузен-Книпхаузен (1626 – 1703)
- Георг Фридрих (1640 – 1640)
- Катарина Амалия (1641 – 1642)
- Кристина Сибила (1643 – 1711), омъжена за граф Фердинанд Максимилиан фон Йотинген-Балдерн (1640 – 1687)
- Шарлота Ернестина (1646 – 1720), омъжена в Грайфенщайн при Браунфелс на 19 април 1670 за граф Албрехт фон Льовенщайн-Вертхайм-Вирнебург (1647 – 1688)
- Августа Елизабет (1644 – 1647)
- Вилхелм Мориц (1651 – 1720), граф на Золмс-Браунфелс-Грайфенщайн, женен в Бингенхайм на 23 януари 1679 г. за ландграфиня Магдалена София фон Хесен-Хомбург (1660 – 1720), дъщеря на ландграф Вилхелм Христоф фон Хесен-Хомбург (1625 – 1681) и София Елеонора фон Хесен-Дармщат, родители на Фридрих Вилхелм (1696 – 1761), от 1742 княз на Золмс-Браунфелс

Вилхелм II се жени втори път на 24 април 1652 г. за графиня Ернестина София фон Хоенлое-Шилингсфюрст (* 13 юли 1618; 25 януари 1701), дъщеря на граф Георг Фридрих II фон Хоенлое-Шилингсфюрст и съпругата му графиня Доротея София фон Золмс-Хоензолмс, дъщеря на граф Херман Адолф фон Золмс-Хоензолмс. Те имат децата:
- София Амалия (1653 – 1664)
- Фридрих Магнус (24 май 1654 – 27 юли 1676), убит на 22 години в битката при Маастрихт, погребан в Грайфенщайн
- Елеонора Сабина (1655 – 1742)
- Лудвиг Хенрих (1657 – 1657)
- Анна Йохана (1659 – 1727)